# Khỉ rú
Khỉ rú là tên gọi chung cho các loài trong chi Alouatta (trong phân họ Alouattinae), với chừng mười lăm loài hiện được công nhận. Chi này trước đây được xếp vào họ Cebidae, nhưng nay được đưa vào Atelidae. Những loài khỉ này sống trong những cánh rừng Trung và Nam Mỹ. Những mối đe dọa với mất môi trường sống và việc bị bắt làm thú nuôi. Chúng nổi tiếng nhờ tiếng kêu to, vang tận ba dặm qua rừng rậm. Chúng được người bản địa Lancado gọi là Saraguato. Khỉ rú là sinh vật được một số bộ lạc bản địa châu Mỹ tôn thờ, theo thư tịch cổ Popol Vuh có nhắc đến việc thờ phượng Thần khỉ hú trong nền văn minh Maya và được khám phá qua tàn tích ở Copán.

## Phân loại
- Nhóm A. palliata
  - Alouatta coibensis
    - Alouatta coibensis coibensis
    - Alouatta coibensis trabeata

  - Alouatta palliata
    - Alouatta palliata aequatorialis
    - Alouatta palliata palliata
    - Alouatta palliata mexicana

  - Alouatta pigra
- Nhóm A. seniculus
  - Alouatta arctoidea
  - Alouatta belzebul
  - Alouatta discolor
  - Alouatta guariba
    - Alouatta guariba guariba
    - Alouatta guariba clamitans

  - Alouatta juara
  - Alouatta macconnelli
  - Alouatta nigerrima
  - Alouatta puruensis
  - Alouatta sara
  - Alouatta seniculus
  - Alouatta ululata
- NhómA. caraya
  - Alouatta caraya

## Hình thái và sinh lý

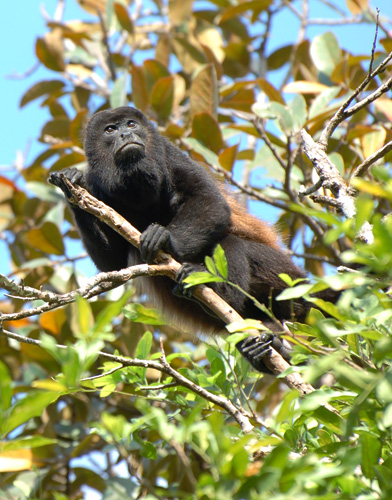
Alouatta palliata đực

Khỉ rú có mũi ngắn, lỗ mũi rộng và tròn. Mũi chúng rất nhạy, và có thể ngửi thấy mùi thức ăn (chủ yếu là trái và hạt) cách xa 2 km. Lỗ mũi có nhiều lông cảm giác mọc ra từ bên trong. Kích thước của chúng biến thiên từ 56 đến 92 cm (22 đến 36 in), chưa tính đuôi, mà có thể dài ngang hay hơn thân mình. Cái đuôi dài cũng là một nét nổi bật. Giống phần đông khỉ Tân Thế giới, chúng có đuôi cuốn, giúp chúng hái trái cây. Chúng có tầm nhìn ba kênh màu (trichromacy). Đặc điểm này đã phát triển độc lập, do lặp đoạn nhiễm sắc thể, với của những nhóm khỉ Tân Thế giới khác. Chúng có tuổi thọ từ 15 đến 20 năm. Trung bình, khỉ đực nặng hơn khỉ cái 1 đến 2 kg.
Xương móng của khỉ rú chứa không khí.